# Neolitsea wushanica
Neolitsea wushanica (Chun) Merr. – gatunek rośliny z rodziny wawrzynowatych (Lauraceae Juss.). Występuje naturalnie w południowo-wschodnich Chinach – w prowincjach Fujian, Guangdong, Kuejczou, Hubei, Shaanxi oraz Syczuan. 

## Morfologia
PokrójZimozielone drzewo dorastające do 10 m wysokości.
LiścieUłożenie liści jest naprzemianległe lub są zebrane na końcach gałęzi. Blaszka liściowa jest naga i ma kształt od eliptycznego do podługowato lancetowatego. Mierzy 5–9 cm długości oraz 2–3,5 cm szerokości, jest całobrzega, ma spiczastą nasadę i ostry wierzchołek. Ogonek liściowy jest nagi lub owłosiony i ma 8–15 mm długości.
KwiatySą niepozorne, jednopłciowe (dioecja), zebrane po 5 w siedzących baldachach rozwijających się w kątach pędów.
OwoceMają kształt od kulistego do elipsoidalnego i ciemnopurpurowa barwę.

## Biologia i ekologia
Rośnie w lasach mieszanych oraz na jego skraju. Występuje na wysokości od 500 do 1500 m n.p.m.